# 4:44 (альбом)
4:44 — тринадцятий студійний альбом американського репера Jay-Z, випущений 30 червня 2017 року на лейблі Roc Nation. У записі альбому взяли участь такі музиканти, як Бейонсе, Джеймс Блейк, Деміан Марлі, Френк Оушен, Глорія Картер (мама Джей-Зі) та інші. Платівка одразу дебютувала на першому місці в американському чарті Billboard 200, ставши 14-м чарттоппером в кар'єрі Jay-Z.

## Критика
Альбом отримав позитивні відгуки музичних критиків та інтернет-видань: Metacritic, The Telegraph, Pitchfork, Rolling Stone. Ніл МакКормік з The Daily Telegraph дав альбому ідеальну оцінку, заявивши: «Це дуже особиста робота, яка сміливо розкриває дуже людські вади художника як приклад для інших, знаходячи у його власних стражданнях шлях до прощення, спокути і, зрештою, кращий світ. Немає нічого сміливішого, ніж визнати свої помилки та спробувати змінити свій шлях. Прийнявши вразливість, Джей-Зі зробив крок до справжньої мудрості».

## Комерційний успіх
У США альбом дебютував під номером 1 у чарті Billboard 200 з продажами 262,000 еквівалентних альбомних одиниць за перший тиждень (включаючи 174,000 істинних альбомних продаж). Платівка стала 14-им у кар'єрі Jay-Z альбомом на позиції № 1 у США. 5 липня 2017 року альбом був сертифікований платиновим Асоціацією звукозаписної індустрії Америки (RIAA) за продаж понад мільйона одиниць. Альбом був сертифікований всього лише через тиждень після виходу.

### Підсумкові списки
| Видання              | Список                                   | Рейтинг | Примітки |
| -------------------- | ---------------------------------------- | ------- | -------- |
| Artistdirect         | 2017 Top 10 Albums of the Year           | 5       | [ 19 ]   |
| Associated Press     | The 10 Albums of the Year                | 4       | [ 20 ]   |
| The Atlantic         | The 10 Best Albums of 2017               | 10      | [ 21 ]   |
| Billboard            | The 50 Best Albums of 2017               | 4       | [ 22 ]   |
| Complex              | The Best Albums of 2017                  | 2       | [ 23 ]   |
| Consequence of Sound | Top 50 Albums of 2017                    | 25      | [ 24 ]   |
| Cult MTL's Mr. Wavvy | Best Albums of 2017                      | 4       | [ 25 ]   |
| Entertainment Weekly | The 25 Best Albums of 2017               | 13      | [ 26 ]   |
| Esquire              | The Best Albums of 2017                  | 3       | [ 27 ]   |
| Exclaim              | Exclaim!'s Top 10 Hip-Hop Albums of 2017 | 3       | [ 28 ]   |
| Fuse                 | The 20 Best Albums of 2017               | 3       | [ 29 ]   |
| The Independent      | The 30 Best Albums of 2017               | 15      | [ 30 ]   |
| Newsday              | Best Albums of 2017                      | 2       | [ 31 ]   |
| Newsweek             | The 17 Best Albums of 2017               | 5       | [ 32 ]   |
| NME                  | NME's Albums of the Year 2017            | 3       | [ 33 ]   |
| NPR                  | The 50 Best Albums of 2017               | 11      | [ 34 ]   |
| People               | People Picks The 10 Best Albums of 2017  | 5       | [ 35 ]   |
| Pitchfork            | The 50 Best Albums of 2017               | 13      | [ 36 ]   |
| Rap-Up               | Rap-Up's 20 Best Albums of 2017          | 2       | [ 37 ]   |
| The Ringer           | The Best Albums of 2017                  | 1       | [ 38 ]   |
| Rolling Stone        | 50 Best Albums of 2017                   | 12      | [ 39 ]   |
| Slant Magazine       | The 25 Best Albums of 2017               | 5       | [ 40 ]   |
| Stereogum            | 50 Best Albums of 2017                   | 50      | [ 41 ]   |
| Uproxx               | All The Best Albums of 2017              | 7       | [ 42 ]   |
| Vinyl Me, Please     | The 30 Best Albums of 2017               | 27      | [ 43 ]   |

## Список композицій
| #     | Назва                                         | Автор                                                                                      | Продюсер(и)       | Тривалість |
| ----- | --------------------------------------------- | ------------------------------------------------------------------------------------------ | ----------------- | ---------- |
| 1.    | «Kill Jay Z»                                  | Shawn Carter Dion Wilson Alan Parsons Eric Woolfson                                        | No I.D.           | 2:58       |
| 2.    | «The Story of O.J.»                           | Carter Wilson Nina Simone Gene Redd Jimmy Crosby                                           | No I.D. Jay-Z [a] | 3:51       |
| 3.    | «Smile» (featuring Gloria Carter)             | Carter Wilson Stevie Wonder                                                                | No I.D. Jay-Z [a] | 4:49       |
| 4.    | «Caught Their Eyes» (за участю Френка Оушена) | Carter Wilson Frank Ocean Randy Newman Nina Simone Joseph N. Welch                         | No I.D. Jay-Z [a] | 3:26       |
| 5.    | «4:44»                                        | Carter Wilson Kanan Keeney                                                                 | No I.D.           | 4:44       |
| 6.    | «Family Feud» (за участю Бейонсе)             | Carter Wilson Elbernita Clark Beyoncé Knowles-Carter                                       | No I.D.           | 4:11       |
| 7.    | «Bam» (за участю Деміана Марлі)               | Carter Wilson Winston Riley Ophlin Russell Damian Marley Jacob Miller Roger Lewis          | No I.D.           | 3:54       |
| 8.    | «Moonlight»                                   | Carter Wilson Lauryn Hill Wyclef Jean Pras Michel Salaam Gibbs Mary Brockert Allen McGrier | No I.D. Jay-Z [a] | 2:23       |
| 9.    | «Marcy Me»                                    | Carter Wilson José Cid Tozé Brito Terius Nash                                              | No I.D.           | 2:54       |
| 10.   | «Legacy»                                      | Carter Wilson Edward Howard Donny Hathaway                                                 | No I.D. Jay-Z [a] | 2:57       |
| 36:11 |                                               |                                                                                            |                   |            |

| Бонус-треки на CD та Tidal | Бонус-треки на CD та Tidal                                 | Бонус-треки на CD та Tidal | Бонус-треки на CD та Tidal            | Бонус-треки на CD та Tidal |
| #                          | Назва                                                      | Автор | Продюсер(и)                           | Тривалість                 |
| -------------------------- | ---------------------------------------------------------- | --- | ------------------------------------- | -------------------------- |
| 11.                        | «Adnis»                                                    | Carter James Blake Wilson | James Blake No I.D. [b]               | 2:26                       |
| 12.                        | «Blue's Freestyle / We Family» (за участю Блю Айві Картер) | Carter Wilson Sonia Bazanta Ron Gilmore Jr. | No I.D. Jay-Z [a]                     | 4:23                       |
| 13.                        | «ManyFacedGod» (featuring Джеймса Блейка)                  | Carter Wilson Blake Dominic Maker Sylvia Robinson Michael Burton Dwight T. Ross Jerry Peters Anita Poree Beyoncé Justin Timberlake Terius Nash Timothy Mosley Mike Dean Jerome Harmon Dwane Weir | James Blake Dominic Maker No I.D. [b] | 3:18                       |
| 46:16                      |                                                            | |                                       |                            |

Примітки
- ^a означає співпродюсера
- ^b означає додаткового продюсера
- «4:44» включає фоновий вокал Kim Burrell
- «Family Feud» спочатку не включав вокал Бейонсе
- «Marcy Me» містить додатковий вокал The-Dream
- «Legacy» містить вступний вокал Блю Айві Картер і фоновий вокал Джеймса Фаунтлероя
- «ManyFacedGod» стилізовано як «MaNyfaCedGod»

## Чарти
| Чарт (2017)                                          | Найвища позиція |
| ---------------------------------------------------- | --------------- |
| Австралія Australian Albums (ARIA)                   | 3               |
| Австрія Austrian Albums (Ö3 Austria)                 | 11              |
| Бельгія Belgian Albums (Ultratop Flanders)           | 14              |
| Бельгія Belgian Albums (Ultratop Wallonia)           | 63              |
| Канада Canadian Albums (Billboard)                   | 1               |
| Чехія Czech Albums (ČNS IFPI)                        | 38              |
| Данія Danish Albums (Hitlisten)                      | 18              |
| Нідерланди Dutch Albums (MegaCharts)                 | 11              |
| Франція French Albums (SNEP)                         | 43              |
| Німеччина German Albums (Offizielle Top 100)         | 15              |
| Ірландія Irish Albums (IRMA)                         | 8               |
| Italian Albums (FIMI)                                | 69              |
| Japanese Albums (Oricon)                             | 88              |
| Нова Зеландія New Zealand Albums (Recorded Music NZ) | 10              |
| Норвегія Norwegian Albums (VG-lista)                 | 11              |
| Польща Polish Albums (ZPAV)                          | 27              |
| Португалія Portuguese Albums (AFP)                   | 33              |
| Шотландія Scottish Albums (OCC)                      | 6               |
| Іспанія Spanish Albums (PROMUSICAE)                  | 61              |
| Швеція Swedish Albums (Sverigetopplistan)            | 16              |
| Швейцарія Swiss Albums (Schweizer Hitparade)         | 5               |
| Велика Британія UK Albums (OCC)                      | 3               |
| США Billboard 200                                    | 1               |
| США Top R&B/Hip-Hop Albums (Billboard)               | 1               |

## Сертифікації
| Регіон                                                      | Сертифікація  | Продажі   |
| ----------------------------------------------------------- | ------------- | --------- |
| Велика Британія (BPI)                                       | Срібний       | 60 000    |
| США (RIAA)                                                  | 2× Платиновий | 2 000 000 |
| продажі+прослуховування, що базуються лише на сертифікаціях |               |           |

2 липня альбом був запропонований як безкоштовне завантаження, спонсороване Sprint, через сайт 444.tidal.com. Ці завантаження альбомів, котрі були безкоштовні для споживача, але були придбані Sprint для розповсюдження, були підраховані RIAA у відношенні платинової сертифікації.